# Scott Phillips (pisarz)
Scott Phillips (ur. 1961 w Wichita) – amerykański pisarz, autor kryminałów zaliczanych do gatunku noir. Mieszkał przez kilka lat we Francji, pracując jako tłumacz i fotograf, a następnie w Kalifornii jako scenarzysta.
Jego pierwsza powieść, Zimne dranie, została opublikowana w 2000 roku i zdobyła California Book Award, a także została nominowana do Nagrody im. Edgara Allana Poego i Hammet Prize. Książka została sfilmowana pod tym samym tytułem w 2005 roku. Główne role zagrali John Cusack, Billy Bob Thornton. Łatwy łup, sequel poprzedniej, został opublikowany dwa lata później.

## Dzieła
- 2000 – The Ice Harvest (wyd. pol. pt. Zimne dranie, przekł. Violetta Dobosz, Toruń 2008)
- 2002 – The Walkaway (wyd. pol. pt. Łatwy łup, przekł. Violetta Dobosz, Toruń 2008)
- 2004 – Cottonwood (wyd. pol. pt. Miasteczko Cottonwood, przekł. Violetta Dobosz, Toruń 2008)
- 2010 – The Adjustment